# 1620年代
| 千纪： | 2千纪                                                                                            |
| 世纪： | 16世纪 \| 17世纪 \| 18世纪                                                                       |
| 年代： | 1590年代 \| 1600年代 \| 1610年代 \| 1620年代 \| 1630年代 \| 1640年代 \| 1650年代                 |
| 年份： | 1620年 \| 1621年 \| 1622年 \| 1623年 \| 1624年 \| 1625年 \| 1626年 \| 1627年 \| 1628年 \| 1629年 |

## 大事记
- 美國最早來自英國的移民是在1620年搭著五月花號船抵達普立茅斯（Plymouth）的。
- 明朝天启中后期，魏忠贤专权
- 1628年，明末农民战争开始

## 逝世
- 明神宗、明光宗﹙1620年﹚
- 清太祖（1626年）
- 明熹宗、魏忠贤（1627年）